# Komenda Rejonu Uzupełnień Wilno Powiat

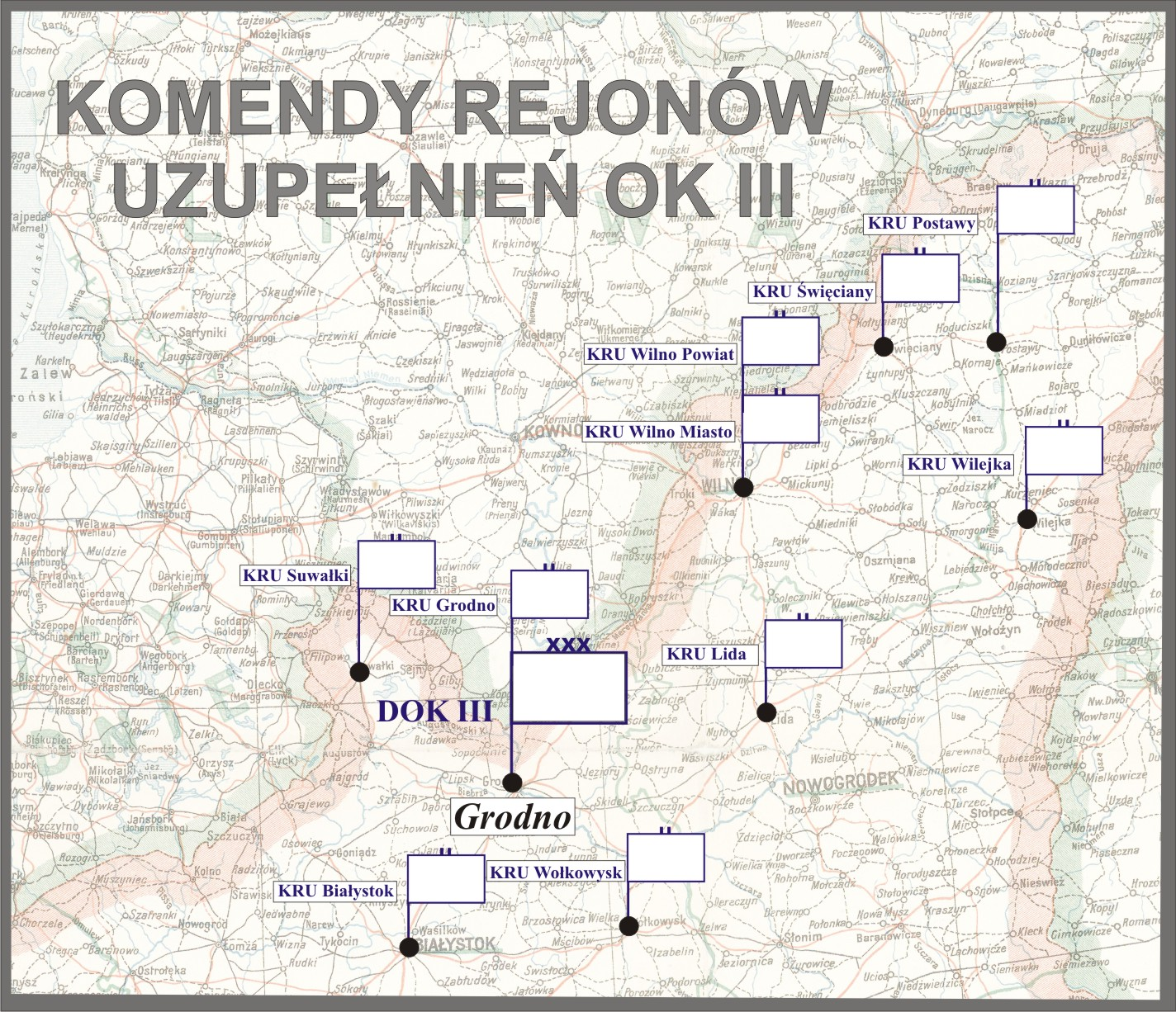
Komendy rejonów uzupełnień DOK III

Komenda Rejonu Uzupełnień Wilno Powiat (KRU Wilno Powiat) – organ wojskowy właściwy w sprawach uzupełnień Sił Zbrojnych II Rzeczypospolitej i administracji rezerw w powierzonym mu rejonie.

## Historia komendy
18 listopada 1924 roku weszła w życie ustawa z dnia 23 maja 1924 roku o powszechnym obowiązku służby wojskowej, a 15 kwietnia 1925 roku rozporządzenie wykonawcze ministra spraw wojskowych do tejże ustawy, wydane 21 marca tego roku wspólnie z ministrami: spraw wewnętrznych, zagranicznych, sprawiedliwości, skarbu, kolei, wyznań religijnych i oświecenia publicznego, rolnictwa i dóbr państwowych oraz przemysłu i handlu. Wydanie obu aktów prawnych wiązało się z przejęciem przez władze cywilne (administracji I instancji) większości zadań związanych z przygotowaniem i przeprowadzeniem poboru. Przekazanie większości zadań władzom cywilnym umożliwiło organom służby poborowej zajęcie się wyłącznie racjonalnym rozdziałem rekruta oraz ewidencją i administracją rezerw. Do tych zadań dostosowana została organizacja wewnętrzna powiatowych komend uzupełnień i ich składy osobowe. Poszczególne komendy różniły się między sobą składem osobowym w zależności od wielkości administrowanego terenu.
W kwietniu 1925 roku PKU Wilno obejmowała swoją właściwością powiaty: wileńsko-trocki i oszmiański należące do Ziemi Wileńskiej.
Zadania i nowa organizacja PKU określone zostały w wydanej 27 maja 1925 roku instrukcji organizacyjnej służby poborowej na stopie pokojowej. W skład PKU Wilno wchodziły trzy referaty: I) referat administracji rezerw, II) referat poborowy i referat inwalidzki. Nowa organizacja i obsada służby poborowej na stopie pokojowej według stanów osobowych L. O. I. Szt. Gen. 3477/Org. 25 została ogłoszona 4 lutego 1926 roku. Z tą chwilą zniesione zostały stanowiska oficerów ewidencyjnych.
12 marca 1926 roku została ogłoszona obsada personalna Przysposobienia Wojskowego, zatwierdzona rozkazem Dep. I L. 6000/26 przez pełniącego obowiązki szefa Sztabu Generalnego gen. dyw. Edmunda Kesslera, w imieniu ministra spraw wojskowych. Zgodnie z nową organizacją pokojową Przysposobienia Wojskowego zostały zlikwidowane stanowiska oficerów instrukcyjnych przy PKU, a w ich miejsce utworzone rozkazem Oddz. I Szt. Gen. L. 7600/Org. 25 stanowiska oficerów przysposobienia wojskowego w pułkach piechoty.
Od 1926 roku, obok ustawy o powszechnym obowiązku służby wojskowej i rozporządzeń wykonawczych do niej, działalność PKU Wilno normowała „Tymczasowa instrukcja służbowa dla PKU”, wprowadzona do użytku rozkazem MSWojsk. Dep. Piech. L. 100/26 Pob.
Z dniem 1 stycznia 1927 roku została utworzona PKU Wilno Miasto, która administrowała obszarem miasta Wilno, wydzielonym z dotychczasowej PKU Wilno, która otrzymała nazwę „Wilno Powiat”. Siedziba PKU Wilno Powiat pozostała w Wilnie. Okręg administracyjny nadal obejmował powiaty: wileńsko-trocki i oszmiański.
W marcu 1930 roku PKU Wilno Powiat nadal podlegała Dowództwu Okręgu Korpusu Nr III i administrowała powiatami: wileńsko-trockim i oszmiańskim. W grudniu tego roku PKU Wilno Powiat posiadała skład osobowy typu I.
31 lipca 1931 roku gen. dyw. Kazimierz Fabrycy, w zastępstwie ministra spraw wojskowych, rozkazem B. Og. Org. 4031 Org. wprowadził zmiany w organizacji służby poborowej na stopie pokojowej. Zmiany te polegały między innymi na zamianie stanowisk oficerów administracji w PKU na stanowiska oficerów broni (piechoty) oraz zmniejszeniu składu osobowego PKU typ I–IV o jednego oficera i zwiększeniu o jednego urzędnika II kategorii. Liczba szeregowych zawodowych i niezawodowych oraz urzędników III kategorii i niższych funkcjonariuszy pozostała bez zmian.
1 lipca 1938 roku weszła w życie nowa organizacja służby uzupełnień, zgodnie z którą dotychczasowa PKU Wilno Powiat została przemianowana na Komendę Rejonu Uzupełnień Wilno Powiat przy czym nazwa ta zaczęła obowiązywać 1 września 1938 roku, z chwilą wejścia w życie ustawy z dnia 9 kwietnia 1938 roku o powszechnym obowiązku wojskowym. Obok wspomnianej ustawy i rozporządzeń wykonawczych do niej, działalność KRU (…) normowały przepisy służbowe MSWojsk. D.D.O. L. 500/Org. Tjn. Organizacja służby uzupełnień na stopie pokojowej z 13 czerwca 1938 roku. Zgodnie z tymi przepisami komenda rejonu uzupełnień była organem wykonawczym służby uzupełnień .
Komendant rejonu uzupełnień w sprawach dotyczących uzupełnień Sił Zbrojnych i administracji rezerw podlegał bezpośrednio dowódcy Okręgu Korpusu Nr III, który był okręgowym organem kierowniczym służby uzupełnień. Rejon uzupełnień nie uległ zmianie i nadal obejmował powiaty: wileńsko-trocki i oszmiański.

## Obsada personalna
Poniżej przedstawiono wykaz oficerów zajmujących stanowisko komendanta Powiatowej Komendy Uzupełnień i komendanta rejonu uzupełnień oraz wykaz osób funkcyjnych (oficerów i urzędników wojskowych) pełniących służbę w PKU Wilno oraz PKU i KRU Wilno Powiata, z uwzględnieniem najważniejszych zmian organizacyjnych przeprowadzonych w 1926 i 1938 roku.
Komendanci
- ppłk Wiktor Henzl (od I 1920[18])
- ppłk piech. Jan Karol Kopeć (1922[19] – 1923 → komendant PKU Lida)
- tyt. ppłk st. spocz. zatrz. w sł. czyn. Józef Chrystowski (do 31 X 1923[20])
- ppłk piech. Stanisław Metzler (15 IX 1923[21] – 30 IV 1925 → stan spoczynku[22])
- mjr piech. Aleksander Prystor (V 1925 – 31 X 1926 → kierownik Sam. Ref. Pers. GISZ[23])
- mjr piech. Rudolf Vavrouch (XII 1926[24] – 30 VI 1934[25] → stan spoczynku)
- ppłk piech. Stanisław Szyłeyko[a] (VII 1934 – 1939)

Obsada pozostałych stanowisk funkcyjnych PKU w latach 1921–1925
- I referent
  - kpt. piech. Dominik Tarasiewicz (XII 1922[32])
  - ppłk piech. Józef Bronisław Janicki (do VII 1924 → PKU Mołodeczno[33])
  - mjr piech. Wacław Kaj (VII[33] – X 1924 → kwatermistrz 41 pp[34])
  - mjr piech. Władysław Putrament (X 1924[34] – II 1925[35] → komendant PKU Lida)
  - mjr piech. Tadeusz Stożek (od II 1925[35])
- II referent
  - kpt. piech. Jan Polkowski (do 1 X 1922[36] → I referent PKU Święciany)
  - kpt. piech. Antoni Czyż (od 1 X 1922[36])
- oficer instrukcyjny – por. piech. Edmund Galinat (od XII 1922[37])
- oficer ewidencyjny Oszmiany – wakat
- oficer ewidencyjny Troki – wakat
- oficer ewidencyjny Wilno miasto
  - urzędnik wojsk. XI rangi Jan Pietkiewicz – oficera ewidencyjnego miasta Wilna[38] (1922)
  - ppor. piech. Bolesław Leszczyński (16 V 1923[39] – III 1924 → PKU Lida[40])
  - por. piech. Piotr Orciuch (IV[41] – XII 1924[42] → kierownik kancelarii 19 DP)
  - por. piech. Julian Łazarewicz (od I 1925[43])
- oficer ewidencyjny Wilno powiat – por. piech. Wiktor I Baranowski[b]

Obsada pozostałych stanowisk funkcyjnych PKU w latach 1926–1938
- kierownik I referatu administracji rezerw i zastępca komendanta
  - mjr piech. Rudolf Antoni Franciszek Vavrouch (II – XII 1926 → komendant PKU)
  - mjr adm. (więź.) Maksymilian Ossowski (V 1927[51] – XI 1928[52] → p.o. komendanta PKU Wilno Miasto)
  - mjr art. Bolesław Dioniziak (Dyoniziak)[c] (I[55] – VII 1929[56] → dyspozycja dowódcy OK III)
  - kpt. piech. Stanisław III Zarębski (był w 1932 – VII 1935[57] → dyspozycja dowódcy OK III)
- kierownik II referatu poborowego
  - kpt. piech. Antoni Czyż (II 1926 – II 1927[58] → kierownik II referatu PKU Wilno Miasto)
  - por. kanc. Stanisław Chodań (od II 1927[59])
  - por. piech. Ignacy Julian Spirydowicz (IX 1930[60] – 1932[61] → kierownik II referatu PKU Wilno Miasto)
  - por. kanc. Jan Sopiński[d] (do 1 VIII 1932[65][66] → praktyka u płatnika 6 pp Leg.)
  - kpt. piech. Bronisław Węckowicz (1932[67][68] – VII 1935[57] → dyspozycja dowódcy OK III)
- referent
  - por. piech. Hipolit Hubar (od II 1926)
  - ppor. tab. Tomasz Teofil Łoziński (od II 1927[58])
- referent (etat przejściowy) – por. kanc. Władysław IV Ostrowski (od II 1927[59])
- referent inwalidzki – por. / kpt. kanc. Stanisław II Jastrzębski (II 1926 – II 1927[69] → referent w DOK III)

Obsada pozostałych stanowisk funkcyjnych KRU w latach 1938–1939
- kierownik I referatu ewidencji – kpt. adm. (piech.) Antoni Iwaszkiewicz[f]
- kierownik II referatu uzupełnień – kpt. adm. (piech.) Karol II Lewandowski[g] (więzień Obozu NKWD w Griazowcu[76])